# 12579 Ceva
12579 Ceva este un asteroid din centura principală de asteroizi.

## Descriere
12579 Ceva este un asteroid din centura principală de asteroizi. A fost descoperit pe 5 septembrie 1999 la Observatorul San Vittore din Bologna. El prezintă o orbită caracterizată de o semiaxă mare de 3,08 ua, o excentricitate de 0,19 și o înclinație de 1,6° în raport cu ecliptica.